# Nati il 21 ottobre
| Questa pagina contiene informazioni ricavate automaticamente dalle voci biografiche con l'ausilio del template Bio e di un bot. L'aggiornamento è periodico e automatico e ricostruisce completamente la pagina. Se manca una persona in questa lista, sei pregato di non aggiungerla, ma accertati piuttosto che la sua voce biografica contenga il template Bio e che i dati anagrafici siano correttamente compilati. Se il template Bio manca, inseriscilo tu stesso o, in alternativa, metti l'avviso {{tmp\|Bio}} che ne segnala la mancanza. Se i dati riportati sono sbagliati, correggi direttamente la voce biografica; le modifiche saranno visibili in questa lista entro pochi giorni. Per chiarimenti vedi il progetto biografie. La lista contiene solo le 1.091 persone che sono citate nell'enciclopedia e per le quali è stato implementato correttamente il template Bio. Pagina aggiornata al 17 ago 2025. |

## XV secolo(4)
- 1409 - Alessandro Sforza, condottiero italiano († 1473)
- 1449 - Giorgio Plantageneto, I duca di Clarence, principe inglese († 1478)
- 1467 - Giovanni il Popolano, politico italiano († 1498)
- 1496 - Giovanni Ludovico di Saluzzo, marchese italiano († 1563)

## XVI secolo(10)
- 1521 - Lucio Sassi, cardinale e vescovo cattolico italiano († 1604)
- 1527 - Luigi di Guisa, cardinale francese († 1578)
- 1533 - Thibault Métezeau, architetto francese
- 1536 - Gioacchino Ernesto di Anhalt, nobile tedesco († 1586)
- 1541 - Domenico Pinelli, cardinale e vescovo cattolico italiano († 1611)
- 1542 - Francesco Benci, gesuita, umanista e scrittore italiano († 1594)
- 1547 - Orsola Benincasa, religiosa e mistica italiana († 1618)
- 1581 - Domenichino, pittore italiano († 1641)
- 1598 - Jacobus Wemmers, vescovo cattolico fiammingo († 1645)
- 1599 - Domenico de Marini, arcivescovo cattolico italiano († 1669)

## XVII secolo(15)
- 1616 - Camillo Astalli, cardinale e vescovo cattolico italiano († 1663)
- 1621 - Nicolas Barré, religioso francese († 1686)
- 1628 - Ursula Micaela Morata, religiosa e mistica spagnola († 1703)
- 1645 - Cristina Carlotta di Württemberg, nobile († 1699)
- 1650 - Jean Bart, ammiraglio e corsaro francese († 1702)
- 1660 - Johann Hieronymus von Jungen, militare e generale austriaco († 1732)
- 1669 - Giovambattista Casotti, religioso e storico italiano († 1736)
- 1670 - George Naylor, avvocato e politico inglese († 1730)
- 1672 - Ludovico Antonio Muratori, presbitero, storico e scrittore italiano († 1750)
- 1675 - Higashiyama, imperatore giapponese († 1710)
- 1684 - Alessio Simmaco Mazzocchi, presbitero, filologo e biblista italiano († 1771)
- 1687 - Nicolaus Bernoulli, matematico svizzero († 1759)
- 1696 - James FitzJames, II duca di Berwick, nobile, militare e ambasciatore spagnolo († 1738)
- 1696 - Carlo Luigi di Lorena, nobiluomo francese († 1755)
- 1696 - John Manners, III duca di Rutland, politico inglese († 1779)

## XVIII secolo(45)
- 1713 - James Steuart, economista britannico († 1780)
- 1725 - Franz Moritz von Lacy, generale austriaco († 1801)
- 1728 - José Moñino y Redondo, conte di Floridablanca, politico spagnolo († 1808)
- 1733 - Johann Christoph Rasche, numismatico, scrittore e presbitero tedesco († 1805)
- 1736 - Antoine Simon, rivoluzionario francese († 1794)
- 1737 - Marie-Louise O'Murphy, cantante francese († 1814)
- 1740 - Robert Abercromby, generale inglese († 1827)
- 1741 - Pierre Bertholon de Saint-Lazare, abate e fisico francese († 1800)
- 1741 - Johann Jacob Hess, teologo svizzero († 1828)
- 1749 - Tadeusz Brzozowski, gesuita polacco († 1820)
- 1750 - Juraj Fándly, scrittore, presbitero e entomologo slovacco († 1811)
- 1751 - Giovanni Maria Angioy, rivoluzionario, funzionario e politico italiano († 1808)
- 1753 - Eugenio Ilarione di Savoia-Carignano, principe († 1785)
- 1755 - Caleb Hillier Parry, medico inglese († 1822)
- 1757 - Pierre François Charles Augereau, generale francese († 1816)
- 1761 - Louis Albert Bacler d'Albe, generale, cartografo e pittore francese († 1824)
- 1762 - George Colman il Giovane, drammaturgo e scrittore inglese († 1836)
- 1762 - Herman Willem Daendels, politico olandese († 1818)
- 1763 - Francesco Luigi Gonzaga, nobile († 1832)
- 1764 - Charles Alten, generale tedesco († 1840)
- 1766 - Peter Durand, imprenditore inglese († 1822)
- 1767 - Edmund Boyle, VIII conte di Cork, ufficiale irlandese († 1856)
- 1767 - Giovanni Jatta, magistrato e archeologo italiano († 1844)
- 1767 - Giovanni Battista Zandonella dell'Aquila, teologo e storico italiano († 1836)
- 1768 - Gaetano Benaglia, vescovo cattolico italiano († 1868)
- 1768 - Henry Digby Beste, scrittore, nobile e religioso britannico († 1836)
- 1771 - William Montagu, V duca di Manchester, nobile, ufficiale e politico inglese († 1843)
- 1772 - Alexandre-Étienne Choron, musicologo e pedagogista francese († 1834)
- 1772 - Samuel Taylor Coleridge, poeta, critico letterario e filosofo britannico († 1834)
- 1772 - Claude Fauriel, storico, linguista e critico letterario francese († 1844)
- 1774 - Emilio Pucci, nobile e politico italiano († 1824)
- 1775 - Giuseppe Baini, compositore e musicologo italiano († 1844)
- 1776 - George Izard, politico e militare statunitense († 1828)
- 1777 - Catterino Cavos, compositore italiano († 1840)
- 1783 - Vasilij Vasil'evič Levašov, generale e politico russo († 1848)
- 1786 - John Conroy, militare irlandese († 1854)
- 1786 - Louis-Isidore Duperrey, marinaio, esploratore e cartografo francese († 1865)
- 1789 - Charles Robert Cureton, militare britannico († 1848)
- 1790 - Alphonse de Lamartine, poeta, scrittore e storico francese († 1869)
- 1790 - Carlo Ilarione Petitti di Roreto, economista e politico italiano († 1850)
- 1791 - Louis Graves, geologo, botanico e archeologo francese († 1857)
- 1797 - William Hale, inventore inglese († 1870)
- 1798 - Karl Heinrich Baumgärtner, medico e patologo tedesco († 1886)
- 1799 - Edoardo Crotti di Costigliole, politico italiano († 1870)
- 1800 - Tito Cacace, politico italiano († 1892)

## XIX secolo(163)
- 1801 - Carlo Bellosio, pittore italiano († 1849)
- 1801 - Ludwig Imhoff, entomologo svizzero († 1868)
- 1804 - Joseph-Philibert Girault de Prangey, fotografo e disegnatore francese († 1892)
- 1804 - Étienne Marilley, arcivescovo cattolico svizzero († 1889)
- 1805 - Albert Denison, I barone Londesborough, politico, diplomatico e numismatico britannico († 1860)
- 1807 - Napoléon Henri Reber, compositore francese († 1880)
- 1810 - Gijsbertus Craeyvanger, pittore olandese († 1895)
- 1811 - Filippo Colini, baritono italiano († 1863)
- 1811 - Alphonse Du Breuil, botanico francese († 1890)
- 1812 - Richard Cromwell Carpenter, architetto britannico († 1855)
- 1812 - Otto von Camphausen, politico prussiano († 1896)
- 1813 - Giuseppina di Baden, principessa († 1900)
- 1816 - Pietro Magni, scultore e docente italiano († 1877)
- 1817 - Antonio Francisco Coronel, politico messicano († 1894)
- 1817 - Wilhelm G.F. Roscher, storico e economista tedesco († 1894)
- 1819 - Milan Obrenović II di Serbia, sovrano serbo († 1839)
- 1820 - Friedrich Christoph Wilhelm Alefeld, botanico e medico tedesco († 1872)
- 1821 - Sims Reeves, tenore inglese († 1900)
- 1821 - Gioachino Zopfi, imprenditore svizzero († 1889)
- 1822 - Adolph Strecker, chimico tedesco († 1871)
- 1823 - Emilio Arrieta, compositore spagnolo († 1894)
- 1823 - Enrico Betti, matematico italiano († 1892)
- 1823 - Victor Lemoine, botanico francese († 1911)
- 1823 - Michele Sambiase Sanseverino, militare, dirigente d'azienda e politico italiano († 1905)
- 1823 - Henri de La Tour d'Auvergne-Lauraguais, politico e diplomatico francese († 1871)
- 1826 - Carlo Corsi, generale, scrittore e storico italiano († 1905)
- 1826 - Filippo Zamboni, poeta e scrittore italiano († 1910)
- 1827 - Peter Paul Maria Alberdingk Thijm, storico e saggista olandese († 1904)
- 1827 - David Bianciardi, fantino italiano
- 1828 - Émile Burnat, botanico svizzero († 1920)
- 1828 - Victor Février, generale francese († 1908)
- 1828 - Paolo Orengo, militare e politico italiano († 1921)
- 1830 - Giuseppe Corradi, chirurgo italiano († 1907)
- 1830 - Valentino Pupin, pittore italiano († 1886)
- 1832 - Francesco Buonamici, giurista e politico italiano († 1921)
- 1833 - Ethelie Madeleine Brohan, attrice teatrale francese († 1900)
- 1833 - Eugène Crosti, baritono francese († 1908)
- 1833 - Alfred Nobel, chimico, imprenditore e filantropo svedese († 1896)
- 1835 - Alan Stewart, X conte di Galloway, politico scozzese († 1901)
- 1840 - Charles Triplett O'Ferrall, politico statunitense († 1905)
- 1844 - Angelo Armenante, matematico italiano († 1878)
- 1845 - Ulises Heureaux, politico dominicano († 1899)
- 1846 - Edmondo De Amicis, scrittore, giornalista e militare italiano († 1908)
- 1847 - Edvard Brandes, scrittore, politico e giornalista danese († 1931)
- 1847 - Pio Fabri, ceramista italiano († 1927)
- 1847 - Giuseppe Giacosa, drammaturgo, scrittore e librettista italiano († 1906)
- 1849 - Guglielmo Vacca, magistrato e politico italiano († 1916)
- 1850 - Salomé Ureña, poetessa e educatrice dominicana († 1897)
- 1851 - James Weir, calciatore scozzese († 1887)
- 1852 - Clara Archivolti Cavalieri, filantropa italiana († 1945)
- 1852 - José Toribio Medina, bibliografo e storiografo cileno († 1930)
- 1852 - Louis N. Parker, drammaturgo, traduttore e compositore inglese († 1944)
- 1852 - Paul Souriau, filosofo francese († 1926)
- 1853 - Werner Körte, chirurgo tedesco († 1937)
- 1853 - Luigi Mercatelli, giornalista, politico e diplomatico italiano († 1922)
- 1855 - Giovanni Battista Guccia, matematico italiano († 1914)
- 1855 - Otway Woodhouse, tennista britannico († 1887)
- 1856 - Davide Calandra, scultore e ebanista italiano († 1915)
- 1856 - Bolesław Matuszewski, regista e fotografo polacco
- 1857 - Alberto Borciani, politico, giurista e avvocato italiano († 1931)
- 1858 - Pietro Cardani, fisico e politico italiano († 1924)
- 1859 - Meyliservet Kadin, ottomana († 1891)
- 1859 - Eugène de Pousargues, zoologo francese († 1901)
- 1859 - Arthur Stilwell, imprenditore statunitense († 1928)
- 1860 - Billy Claiborne, pistolero statunitense († 1882)
- 1860 - Gesualdo Libertini Pluchinotta, politico italiano († 1945)
- 1860 - Henri Pouctal, regista francese († 1922)
- 1861 - Charles Van Lerberghe, poeta, drammaturgo e scrittore belga († 1907)
- 1862 - Maironis, poeta, presbitero e teologo lituano († 1932)
- 1863 - Karl Friedrich Heinrich Bruchmann, filologo classico tedesco († 1919)
- 1864 - Augusto Napoleone Berlese, botanico e micologo italiano († 1903)
- 1864 - Charlotte Olivier, medico russo († 1945)
- 1866 - Lucien Cuénot, genetista e biologo francese († 1951)
- 1866 - Holger Forchhammer, medico, calciatore e dirigente sportivo danese († 1946)
- 1866 - Carlo Pascal, latinista italiano († 1926)
- 1866 - Bonaventura Porta, vescovo cattolico italiano († 1953)
- 1867 - Emmeline Pethick-Lawrence, attivista britannica († 1954)
- 1869 - Robert Bruce Horsfall, illustratore statunitense († 1948)
- 1870 - Antioco Zucca, filosofo italiano († 1960)
- 1871 - Alfonso Ferrero de Gubernatis Ventimiglia, imprenditore, dirigente sportivo e allenatore di calcio italiano († 1961)
- 1871 - Carlo Fornara, pittore italiano († 1968)
- 1873 - Lazzaro Donati, banchiere italiano († 1918)
- 1873 - Wilhelm Schubart, storico e papirologo tedesco († 1960)
- 1874 - Albert Aftalion, economista francese († 1956)
- 1874 - Guido Balzarini, schermidore italiano († 1935)
- 1874 - Henri Guisan, generale svizzero († 1960)
- 1874 - Charles R. Knight, artista statunitense († 1953)
- 1876 - Cino Bozzetti, pittore e incisore italiano († 1949)
- 1876 - William Maxwell, allenatore di calcio e calciatore scozzese († 1940)
- 1877 - Oswald Theodore Avery, medico canadese († 1955)
- 1877 - Vittorio Capellaro, produttore cinematografico, regista e attore cinematografico italiano († 1943)
- 1877 - James William Gibson, imprenditore inglese († 1951)
- 1877 - Josephine Lovett, sceneggiatrice statunitense († 1958)
- 1878 - Carlo Baccari, poeta, scrittore e giornalista italiano († 1978)
- 1878 - Gyula Krúdy, scrittore ungherese († 1933)
- 1879 - Joseph Canteloube, compositore e musicologo francese († 1957)
- 1880 - Alexandru Cisar, arcivescovo cattolico rumeno († 1954)
- 1880 - Viking Eggeling, pittore e regista svedese († 1925)
- 1880 - Giovanni Foffani, calciatore italiano († 1937)
- 1881 - George Cane, tuffatore britannico († 1968)
- 1881 - Domenico Colao, pittore italiano († 1943)
- 1881 - Ildebrando Tabarroni, ingegnere civile e imprenditore italiano († 1958)
- 1882 - Maximiliano Hernández Martínez, generale e politico salvadoregno († 1966)
- 1882 - Harry Vandiver, matematico statunitense († 1973)
- 1883 - Lesley Ashburner, ostacolista statunitense († 1950)
- 1883 - Gusztáv Jány, generale ungherese († 1947)
- 1883 - Raffaello Melani, giornalista e attore teatrale italiano († 1958)
- 1883 - Edoardo Zavattari, biologo, esploratore e entomologo italiano († 1972)
- 1884 - Janet Beecher, attrice statunitense († 1955)
- 1884 - Max Mack, regista, sceneggiatore e attore tedesco († 1973)
- 1884 - Claire Waldoff, cantante e cabarettista tedesca († 1957)
- 1885 - Carlo Emanuele Basile, politico, prefetto e scrittore italiano († 1972)
- 1885 - Marcello Govoni, tenore, baritono e regista italiano († 1944)
- 1885 - Egon Wellesz, musicologo, compositore e insegnante austriaco († 1974)
- 1886 - Eugene Burton Ely, aviatore statunitense († 1911)
- 1886 - Karl Polanyi, storico, antropologo e economista ungherese († 1964)
- 1887 - Károly Koródy, calciatore ungherese († 1917)
- 1887 - Marian Tumler, teologo austriaco († 1987)
- 1887 - Isa Kremer, soprano russa († 1956)
- 1888 - Telesforo Fini, imprenditore italiano († 1971)
- 1888 - Carin von Kantzow, svedese († 1931)
- 1889 - Albert Kruschel, ciclista su strada statunitense († 1959)
- 1889 - Lino Carrel, compositore italiano († 1976)
- 1890 - Francesco Arata, pittore e architetto italiano († 1956)
- 1890 - Giovanni D'Antoni, generale italiano († 1958)
- 1890 - Gerrit Engelke, scrittore tedesco († 1918)
- 1890 - Miguel Ligero Rodríguez, attore spagnolo († 1968)
- 1891 - Leo Burnett, pubblicitario statunitense († 1971)
- 1891 - Richard Klug, allenatore di calcio ungherese
- 1891 - Ted Shawn, coreografo e ballerino statunitense († 1972)
- 1892 - Lidija Vasil'evna Lopuchova, ballerina russa († 1981)
- 1892 - Angelo Lorenzi, politico e antifascista italiano († 1986)
- 1892 - Angelo Mattea, allenatore di calcio e calciatore italiano († 1960)
- 1892 - Otto Nerz, calciatore e allenatore di calcio tedesco († 1949)
- 1893 - Fabian Biörck, ginnasta svedese († 1977)
- 1893 - Gina Kaus, scrittrice e sceneggiatrice austriaca († 1985)
- 1893 - Tommaso Lequio di Assaba, militare e cavaliere italiano († 1965)
- 1893 - Alessandro Monti, calciatore italiano († 1980)
- 1894 - Heinrich Maria Davringhausen, pittore tedesco († 1970)
- 1894 - Ranpo Edogawa, scrittore e critico letterario giapponese († 1965)
- 1894 - Enrica Malcovati, latinista e filologa classica italiana († 1990)
- 1895 - Claudio Casanova, calciatore italiano († 1916)
- 1895 - Paavo Johansson, giavellottista e multiplista finlandese († 1983)
- 1895 - Salvador Montes de Oca, vescovo cattolico venezuelano († 1944)
- 1895 - Edna Purviance, attrice statunitense († 1958)
- 1895 - Guido Taramelli, militare e aviatore italiano († 1919)
- 1896 - Salvatore Cabella, nuotatore e pallanuotista italiano († 1965)
- 1896 - Evgenij L'vovič Švarc, scrittore e sceneggiatore sovietico († 1958)
- 1897 - William Bosworth Castle, medico statunitense († 1990)
- 1897 - Lloyd Hughes, attore statunitense († 1958)
- 1897 - Alphonse Lacroix, hockeista su ghiaccio statunitense († 1973)
- 1897 - Alexander Lernet-Holenia, scrittore, drammaturgo e traduttore austriaco († 1976)
- 1897 - Nicola Salerno, politico italiano († 1983)
- 1898 - Mario Palermo, politico e militare italiano († 1985)
- 1898 - Eduard Pütsep, lottatore estone († 1960)
- 1898 - Amedeo di Savoia-Aosta, generale e aviatore italiano († 1942)
- 1899 - Grigorij L'vovič Rošal', regista sovietico († 1983)
- 1899 - Karel Severin, calciatore cecoslovacco
- 1900 - Konrad Granström, ginnasta svedese († 1982)
- 1900 - Srinagarindra, principessa thailandese († 1995)
- 1900 - Henryk Szaro, regista e sceneggiatore polacco († 1942)
- 1900 - Marinus Valentijn, ciclista su strada e pistard olandese († 1991)
- 1900 - Dmitrij Ivanovič Vasil'ev, regista cinematografico sovietico († 1984)

## XX secolo(834)
- 1901 - Margarete Buber-Neumann, scrittrice e giornalista tedesca († 1989)
- 1901 - Pasquale Cortese, politico italiano († 1973)
- 1901 - Manuel Meana, calciatore spagnolo († 1985)
- 1901 - Gerhard von Rad, teologo tedesco († 1971)
- 1902 - Lillian Bronson, attrice statunitense († 1995)
- 1902 - Juan José Tramutola, allenatore di calcio argentino († 1968)
- 1902 - Herman Tuvesson, lottatore svedese († 1995)
- 1902 - Francesco Vito, economista italiano († 1968)
- 1903 - Ernst Baylon, schermidore austriaco († 1975)
- 1903 - Cesare Caso, pittore italiano († 1987)
- 1903 - Pietro Cenini, politico italiano († 1990)
- 1903 - Al'bert Vol'rat, allenatore di calcio e calciatore sovietico († 1978)
- 1904 - Axel Åkerblom, compositore di scacchi svedese († 1980)
- 1904 - Walter von Bonhorst, montatore tedesco († 1978)
- 1904 - Robert Boutruche, medievista francese († 1975)
- 1904 - Francisca Celsa dos Santos, supercentenaria brasiliana († 2021)
- 1904 - Arturo Chini Ludueña, calciatore argentino († 1993)
- 1904 - Walter Groß, medico, politico e scrittore tedesco († 1945)
- 1904 - Edmond Hamilton, scrittore di fantascienza statunitense († 1977)
- 1904 - Patrick Kavanagh, poeta e scrittore irlandese († 1967)
- 1904 - Maurice Montuclard, scrittore francese († 1988)
- 1904 - Basilea Schlink, religiosa e scrittrice tedesca († 2001)
- 1905 - Luca Barnocchi, inventore e ingegnere italiano († 1974)
- 1905 - Filip Bondarenko, compositore di scacchi ucraino († 1993)
- 1905 - Renée Passeur, attrice e cantante francese († 1975)
- 1905 - Giuseppe Rapelli, politico italiano († 1977)
- 1905 - Giuseppe Rapetti, calciatore italiano († 1959)
- 1905 - Carleton Young, attore statunitense († 1994)
- 1906 - Lillian Asplund, statunitense († 2006)
- 1906 - Ernesto Civardi, cardinale e arcivescovo cattolico italiano († 1989)
- 1906 - Freddie Milton, nuotatore e pallanuotista britannico († 1991)
- 1906 - Esteban Pedrol, calciatore e scacchista spagnolo († 1976)
- 1906 - Tomojirō Ikenouchi, insegnante e compositore giapponese († 1991)
- 1907 - Truus Baumeister, nuotatrice olandese († 2000)
- 1907 - Jeff Musso, regista francese († 2007)
- 1907 - Marion Palfi, fotografa statunitense († 1978)
- 1907 - Francesco Pescia, calciatore italiano († 1986)
- 1907 - Bruno Slawitz, giornalista e musicologo italiano († 1968)
- 1907 - Pedro Temudo, calciatore portoghese († 1994)
- 1908 - Pierre Dux, attore e regista francese († 1990)
- 1908 - Jorge Oteiza, scultore, saggista e poeta spagnolo († 2003)
- 1908 - Alexander Schneider, violinista, direttore d'orchestra e docente russo († 1993)
- 1908 - Wilopo, politico indonesiano († 1981)
- 1909 - Hans Schneider, pallanuotista tedesco († 1972)
- 1910 - Sverre Berglie, calciatore norvegese († 1985)
- 1910 - Emilio Busolini, organista e compositore italiano († 2010)
- 1910 - Astolfo Moretti, politico italiano († 1971)
- 1911 - Giovanni Baccaglini, calciatore italiano († 1980)
- 1911 - Mary Blair, disegnatrice statunitense († 1978)
- 1911 - Luigi Busidoni, calciatore e allenatore di calcio italiano
- 1911 - George Frederick Reinhardt, diplomatico statunitense († 1971)
- 1911 - Enrico Salines, compositore italiano († 2003)
- 1911 - Jānis Škincs, calciatore lettone († 1987)
- 1911 - Juan de Ávalos, scultore spagnolo († 2006)
- 1912 - Don Byas, sassofonista statunitense († 1972)
- 1912 - Andrejs Eglītis, scrittore lettone († 2006)
- 1912 - Alfredo Pián, pilota automobilistico argentino († 1990)
- 1912 - Georg Solti, direttore d'orchestra ungherese († 1997)
- 1913 - Scott Armstrong, cestista statunitense († 1997)
- 1913 - Carlo Borsari, imprenditore italiano († 1997)
- 1913 - Cosimo Di Ceglie, chitarrista e polistrumentista italiano († 1980)
- 1913 - Alfonso Ricciardi, dirigente sportivo, allenatore di calcio e calciatore italiano († 1980)
- 1913 - Domenico Sartor, politico italiano († 1992)
- 1914 - Bruno Crola, calciatore italiano
- 1914 - Martin Gardner, matematico, illusionista e divulgatore scientifico statunitense († 2010)
- 1914 - Kazimierz Świątek, cardinale e arcivescovo cattolico bielorusso († 2011)
- 1915 - Owen Bradley, produttore discografico statunitense († 1998)
- 1915 - Ferdinando Corbella, fumettista italiano († 1995)
- 1915 - Omero Gargano, attore italiano († 2015)
- 1915 - Francis Josse, fumettista e illustratore francese († 1991)
- 1915 - Adele Palmer, costumista statunitense († 2008)
- 1915 - Giovanni Scher, canottiere italiano († 1992)
- 1916 - Andrea Checchi, attore italiano († 1974)
- 1916 - Gabriele Pescatore, magistrato italiano († 2016)
- 1917 - Dondinho, calciatore brasiliano († 1996)
- 1917 - Gene Englund, cestista, allenatore di pallacanestro e arbitro di pallacanestro statunitense († 1995)
- 1917 - Dizzy Gillespie, trombettista, pianista e compositore statunitense († 1993)
- 1917 - David Milford Hume, chirurgo statunitense († 1973)
- 1917 - Mogens von Haven, fotografo danese († 1999)
- 1918 - Bohdan Bartosiewicz, cestista e allenatore di pallacanestro polacco († 2015)
- 1918 - Santo Calì, poeta, scrittore e enigmista italiano († 1972)
- 1918 - Albertina Sisulu, attivista sudafricana († 2011)
- 1919 - Giuseppe Cadregari, calciatore italiano († 1990)
- 1919 - Italo Famea, calciatore italiano
- 1919 - Armando Francioli, attore italiano († 2020)
- 1919 - Hans Günther Aach, botanico tedesco († 1999)
- 1919 - Ettore Lapadula, medico e critico d'arte italiano († 1974)
- 1919 - Guy Lefranc, regista francese († 1994)
- 1919 - Angelo Oliviero, calciatore italiano († 1978)
- 1920 - Plinio Antolini, astronomo italiano († 2012)
- 1920 - Hy Averback, regista e attore statunitense († 1997)
- 1920 - Francisco Castro Rodrigues, architetto portoghese († 2015)
- 1920 - Bruno Facchin, calciatore italiano
- 1920 - Herm Klotz, cestista statunitense († 2014)
- 1920 - Enrico Hartneid del Liechtenstein, diplomatico liechtensteinese († 1993)
- 1921 - Malcolm Arnold, compositore, direttore d'orchestra e trombettista inglese († 2006)
- 1921 - Michail Baranov, militare e aviatore sovietico († 1943)
- 1921 - Jane Briggs Hart, aviatrice statunitense († 2015)
- 1921 - Luigi Canzanelli, militare e partigiano italiano († 1944)
- 1921 - Billy Hassett, cestista e allenatore di pallacanestro statunitense († 1992)
- 1921 - Ingrid van Houten-Groeneveld, astronoma olandese († 2015)
- 1921 - Lylian Guyonneau, schermitrice francese († 2004)
- 1921 - Victor McKusick, medico e genetista statunitense († 2008)
- 1921 - Ignazio Nicoli, pittore e incisore italiano († 1989)
- 1921 - Branko Stanković, allenatore di calcio e calciatore jugoslavo († 2002)
- 1921 - John Wilton, diplomatico inglese († 2011)
- 1921 - Giuseppe Zilli, presbitero e giornalista italiano († 1980)
- 1922 - Liliane Bettencourt, imprenditrice francese († 2017)
- 1922 - Carlo Bottari, politico italiano († 2002)
- 1922 - Karla Kienzl, slittinista austriaca († 2018)
- 1922 - Antonio La Raina, attore italiano († 2000)
- 1922 - Carlo Rognoni, calciatore italiano
- 1922 - Vojtech Zachar, calciatore cecoslovacco († 2006)
- 1923 - Eva Maria Bauer, attrice e doppiatrice tedesca († 2006)
- 1924 - Henri-Gérard Augustine, allenatore di calcio e calciatore francese († 2014)
- 1924 - Maria Bolognesi, mistica italiana († 1980)
- 1924 - Luigi Casellato, attore italiano († 1981)
- 1924 - Teruo Hayashi, karateka giapponese († 2004)
- 1924 - Jean Lanher, linguista francese († 2018)
- 1924 - Ed McIlvenny, calciatore scozzese († 1989)
- 1924 - Julie Wilson, cantante e attrice statunitense († 2015)
- 1925 - Ian Ballinger, tiratrice a volo neozelandese († 2008)
- 1925 - Ramón Bravo, fotografo, scrittore e nuotatore messicano († 1998)
- 1925 - René Cabrera, calciatore boliviano
- 1925 - Celia Cruz, cantante cubana († 2003)
- 1925 - Virginia Zeani, soprano rumeno († 2023)
- 1926 - Giorgio Bontempi, giornalista, sceneggiatore e regista italiano
- 1926 - Eberhard Fechner, attore, regista e sceneggiatore tedesco († 1992)
- 1926 - Don Elliott, trombettista, vibrafonista e cantante statunitense († 1984)
- 1926 - Leo Kirch, imprenditore tedesco († 2011)
- 1926 - Waldir Pires, politico brasiliano († 2018)
- 1926 - Leonard Rossiter, attore britannico († 1984)
- 1926 - Fred Sadoff, attore statunitense († 1994)
- 1926 - Stan Turner, calciatore britannico († 1991)
- 1927 - Renato Ballardini, politico e avvocato italiano († 2025)
- 1927 - Louis Casali, calciatore svizzero († 2022)
- 1927 - Chuck Jordan, designer statunitense († 2010)
- 1927 - Nadia Nerina, ballerina sudafricana († 2008)
- 1927 - Robert Plutchik, psicologo statunitense († 2006)
- 1927 - Roman Schnur, giurista tedesco († 1996)
- 1927 - Georges Vallerey Jr., nuotatore francese († 1954)
- 1927 - Howard Zieff, regista e fotografo statunitense († 2009)
- 1928 - Whitey Ford, giocatore di baseball statunitense († 2020)
- 1928 - Margaret G. Kivelson, astronoma statunitense
- 1928 - Per Ljostveit, calciatore norvegese († 1990)
- 1928 - Ardico Magnini, calciatore e allenatore di calcio italiano († 2020)
- 1928 - Vern Mikkelsen, cestista, allenatore di pallacanestro e dirigente sportivo statunitense († 2013)
- 1928 - Hilarión Osorio, calciatore paraguaiano († 1990)
- 1928 - José Maria Pedroto, allenatore di calcio e calciatore portoghese († 1985)
- 1928 - Giuseppe Pinelli, anarchico e partigiano italiano († 1969)
- 1928 - René Saorgin, organista francese († 2015)
- 1929 - Moustafa Laham, sollevatore libanese
- 1929 - Pierre Bellemare, scrittore, conduttore televisivo e attore francese († 2018)
- 1929 - Nelson Cancela, ex calciatore uruguaiano
- 1929 - Walter Hugo Khouri, regista, sceneggiatore e montatore brasiliano († 2003)
- 1929 - Ursula K. Le Guin, scrittrice e glottoteta statunitense († 2018)
- 1929 - Severino Lucini, canottiere italiano († 2023)
- 1929 - George Stinney, statunitense († 1944)
- 1930 - Fred De Bruyne, ciclista su strada belga († 1994)
- 1930 - Salvatore Isgrò, arcivescovo cattolico italiano († 2004)
- 1930 - Ivan Stepanovič Silaev, politico russo († 2023)
- 1930 - Enrique Yarza, calciatore spagnolo († 2001)
- 1931 - Ali Beratlıgil, calciatore e allenatore di calcio turco († 2016)
- 1931 - Nicole Courcel, attrice francese († 2016)
- 1931 - Shammi Kapoor, attore indiano († 2011)
- 1931 - Marzio Lepri, calciatore italiano († 2013)
- 1931 - Thomas C. Oden, teologo statunitense († 2016)
- 1931 - Vivian Pickles, attrice britannica
- 1932 - Claude Bessy, ex ballerina e direttrice artistica francese
- 1932 - Pál Csernai, allenatore di calcio e calciatore ungherese († 2013)
- 1932 - Vito Favero, ciclista su strada italiano († 2014)
- 1932 - Günther Heidemann, pugile tedesco († 2010)
- 1932 - Berndt Lindfors, ginnasta finlandese († 2009)
- 1932 - Cesare Perdisa, pilota automobilistico italiano († 1998)
- 1932 - Rudolph Joseph Rummel, politologo statunitense († 2014)
- 1932 - Giuseppe Segalla, presbitero, teologo e biblista italiano († 2011)
- 1933 - Giuseppe Antonio Bottaro, politico italiano († 1972)
- 1933 - Georgia Brown, attrice e cantante britannica († 1992)
- 1933 - Nils G. van Dijk, compositore di scacchi norvegese († 2003)
- 1933 - Rich Eichhorst, ex cestista, arbitro di pallacanestro e arbitro di football americano statunitense
- 1933 - Francisco Gento, calciatore e allenatore di calcio spagnolo († 2022)
- 1933 - Gian Carlo Riccardi, artista, pittore e regista teatrale italiano († 2015)
- 1933 - Brock Yates, giornalista, sceneggiatore e scrittore statunitense († 2016)
- 1934 - Anna Di Leo, attrice italiana
- 1934 - Nancy Hill, ex cestista australiana
- 1934 - Jerry Lewis, politico statunitense († 2021)
- 1934 - Moussa N'Diaye, cestista senegalese († 2021)
- 1934 - Cesare Previti, ex politico italiano
- 1935 - Jadwiga Barańska, attrice e sceneggiatrice polacca († 2024)
- 1935 - Derek Bell, musicista britannico († 2002)
- 1935 - Piero Merlo, ex calciatore italiano
- 1935 - Aldo Ralli, attore italiano († 2016)
- 1936 - Ion Cernea, lottatore rumeno († 2025)
- 1936 - Fantino Cocco, giornalista italiano († 2007)
- 1936 - Simon Gray, drammaturgo, scrittore e sceneggiatore britannico († 2008)
- 1936 - Božidar Stanišić, pallanuotista e allenatore di pallanuoto jugoslavo († 2014)
- 1937 - Irán Eory, attrice spagnola († 2002)
- 1937 - Richard C. Meredith, autore di fantascienza statunitense († 1979)
- 1937 - Vittorio Luigi Mondello, arcivescovo cattolico italiano
- 1937 - Bana Sailani, nuotatore filippino († 2011)
- 1937 - Joseph Chhmar Salas, vescovo cattolico cambogiano († 1977)
- 1937 - Édith Scob, attrice francese († 2019)
- 1938 - Andrea Amatucci, giurista italiano († 2025)
- 1938 - Giuseppina Bertone, politica italiana († 2023)
- 1938 - James Gunn, astronomo statunitense
- 1938 - Kei Tomiyama, doppiatore e attore giapponese († 1995)
- 1939 - Jacques Blanc, politico francese
- 1939 - James Dunn, teologo e predicatore britannico († 2020)
- 1939 - Angelo Genuin, ex fondista italiano
- 1939 - Boro Jovanović, tennista jugoslavo († 2023)
- 1939 - Irene Petritsi Figà-Talamanca, epidemiologa greca
- 1939 - János Varga, lottatore ungherese († 2022)
- 1940 - Giuseppe Degennaro, imprenditore e politico italiano († 2004)
- 1940 - Marita Petersen, politica faroese († 2001)
- 1940 - Plinio Maggi, cantante, compositore e paroliere italiano († 2019)
- 1940 - Natalija Romanovna Makarova, ex ballerina e coreografa russa
- 1940 - Manfred Mann, tastierista e musicista sudafricano
- 1940 - Terry O'Malley, ex hockeista su ghiaccio canadese
- 1940 - Alain Parguez, economista francese († 2022)
- 1940 - Claudio Pieri, arbitro di calcio italiano († 2018)
- 1940 - Osamu Watanabe, lottatore giapponese († 2022)
- 1941 - Pat Ast, attrice e modella statunitense († 2001)
- 1941 - Fabrizio Barontini, ex calciatore italiano
- 1941 - Steve Cropper, chitarrista, compositore e paroliere statunitense
- 1941 - Nunila Echagüe, ex cestista paraguaiana
- 1941 - Yoram Globus, regista e produttore cinematografico israeliano
- 1941 - Jean-Pierre Gottschall, slittinista svizzero († 2024)
- 1941 - Marcell Jankovics, regista, animatore e sceneggiatore ungherese († 2021)
- 1941 - Dickie Pride, cantante britannico († 1969)
- 1941 - Josep Maria Mauri, presbitero spagnolo
- 1941 - Marina Ripa di Meana, personaggio televisivo, stilista e scrittrice italiana († 2018)
- 1942 - Orlando Aravena, allenatore di calcio cileno († 2024)
- 1942 - Elvin Bishop, cantante e chitarrista statunitense
- 1942 - Thomas Cavalier-Smith, biologo britannico († 2021)
- 1942 - Domenico Citron, politico italiano
- 1942 - Giampaolo Cominato, dirigente sportivo, allenatore di calcio e calciatore italiano († 2006)
- 1942 - Hugh Dane, comico, attore e cabarettista statunitense († 2018)
- 1942 - Enzo Ferrari, calciatore, allenatore di calcio e dirigente sportivo italiano († 2025)
- 1942 - Paolo Giusti, attore italiano († 2020)
- 1942 - Paula Kelly, attrice, cantante e ballerina statunitense († 2020)
- 1942 - Lou Lamoriello, allenatore di hockey su ghiaccio e dirigente sportivo statunitense
- 1942 - Antonio Pischedda, politico e attore teatrale italiano († 2018)
- 1942 - Guy Saint-Vil, ex calciatore haitiano
- 1942 - Judy Sheindlin, avvocata e scrittrice statunitense
- 1942 - Christopher Sims, economista statunitense
- 1942 - John Stevens, barone Stevens di Kirkwhelpington, poliziotto britannico
- 1943 - Tariq Ali, politologo, storico e attivista pakistano
- 1943 - Carlo Cannella, nutrizionista italiano († 2011)
- 1943 - Bill Curry, ex giocatore di football americano e allenatore di football americano statunitense
- 1943 - Götz Gliemeroth, militare tedesco
- 1943 - Enrico Rizzarelli, chimico italiano
- 1943 - Brian Rushton, calciatore inglese († 2023)
- 1943 - Peter David Gregory Smith, arcivescovo cattolico britannico († 2020)
- 1943 - Boghos Levon Zekiyan, arcivescovo cattolico turco
- 1944 - Francesco Bevilacqua, politico italiano
- 1944 - Jackie Delachet, ex cestista e allenatrice di pallacanestro francese
- 1944 - Kulbhushan Kharbanda, attore indiano
- 1944 - Bruce Lipton, biologo statunitense
- 1944 - Ene Mihkelson, scrittrice e poetessa estone († 2017)
- 1944 - Butch Miller, wrestler neozelandese († 2023)
- 1944 - Raimondo Prinoth, slittinista italiano († 2006)
- 1944 - Olle Rolén, dirigente sportivo, ex sciatore alpino e allenatore di sci alpino svedese
- 1944 - John Rudge, dirigente sportivo, allenatore di calcio e ex calciatore inglese
- 1944 - Jean-Pierre Sauvage, chimico francese
- 1944 - Luis Ernesto Tapia, calciatore panamense († 2024)
- 1944 - Klaus Urmitzer, cestista tedesco († 2022)
- 1944 - Pedro Juan Viladrich, giurista spagnolo
- 1944 - Tommy Wright, ex calciatore inglese
- 1945 - Susan Bassnett, scrittrice inglese
- 1945 - Geoffrey Nice, avvocato e giudice inglese
- 1945 - Everett McGill, attore statunitense
- 1945 - Nikita Sergeevič Michalkov, attore, regista e sceneggiatore russo
- 1946 - Bruno d'Arcevia, pittore italiano
- 1946 - José Fernando Bulnes, ex calciatore honduregno
- 1946 - Ronald De Witte, ex ciclista su strada e dirigente sportivo belga
- 1946 - Bruno Galler, ex arbitro di calcio svizzero
- 1946 - Víctor Marro, ex calciatore spagnolo
- 1946 - John W. Morgan, compositore e arrangiatore statunitense
- 1946 - Wybo Veldman, ex canottiere neozelandese
- 1947 - Bill Bentley, ex calciatore inglese
- 1947 - Yoshikazu Ebisu, fumettista e attore giapponese
- 1947 - Riccardo Fogli, cantautore e bassista italiano
- 1947 - Robert Nieman, ex pentatleta e schermidore statunitense
- 1947 - Terry Parmenter, ex calciatore inglese
- 1947 - Keith Shepherd, ex sciatore alpino canadese
- 1948 - Johan Boskamp, ex calciatore e allenatore di calcio olandese
- 1948 - Carlo Caltagirone, neurologo e neuroscienziato italiano
- 1948 - Dick Christie, attore statunitense
- 1948 - Shaye J. D. Cohen, storico e rabbino statunitense
- 1948 - Antonio Michele Coppi, politico italiano († 2024)
- 1948 - Allen Henry Vigneron, arcivescovo cattolico statunitense
- 1949 - Meg Bussert, attrice, cantante e insegnante statunitense
- 1949 - Mike Keenan, allenatore di hockey su ghiaccio e ex hockeista su ghiaccio canadese
- 1949 - Manuel Marín, politico spagnolo († 2017)
- 1949 - László Nagy, ex calciatore ungherese
- 1949 - Benjamin Netanyahu, politico israeliano
- 1949 - Jean Quan, politica statunitense
- 1949 - Shulamit Ran, compositrice israeliana
- 1949 - LaTanya Richardson, attrice statunitense
- 1949 - Anne-Grete Strøm-Erichsen, politica norvegese
- 1949 - Phil Tollestrup, ex cestista canadese
- 1949 - Carlos Veiga, politico capoverdiano
- 1949 - Masao Ōba, pugile giapponese († 1973)
- 1950 - Savio Hon Tai-Fai, arcivescovo cattolico cinese
- 1950 - Rita Kirst, ex altista tedesca
- 1950 - Antonio Loddo, politico, giornalista e scrittore italiano
- 1950 - Ronald McNair, astronauta statunitense († 1986)
- 1950 - Paul Philipp, allenatore di calcio e ex calciatore lussemburghese
- 1950 - Severino Salvemini, economista e artista italiano
- 1950 - Linda Tuero, ex tennista statunitense
- 1951 - Roberto Cipriani, imprenditore e politico italiano
- 1951 - Dante Marmone, attore, commediografo e regista teatrale italiano
- 1951 - Vittorio Messa, politico italiano
- 1951 - Palmiero Susi, politico italiano
- 1951 - Ademir Vieira, allenatore di calcio e ex calciatore brasiliano
- 1951 - Chiara Volpato, psicologa italiana
- 1952 - Mehdi Charef, regista, sceneggiatore e scrittore francese
- 1952 - Patti Davis, attrice e scrittrice statunitense
- 1952 - Natale Mondo, poliziotto italiano († 1988)
- 1952 - Leonid Moseev, ex maratoneta sovietico
- 1952 - Brent Mydland, tastierista e cantante statunitense († 1990)
- 1953 - Sergio De Santis, scrittore italiano
- 1953 - Messoud Efendiev, matematico azero
- 1953 - Eleonora Giorgi, attrice italiana († 2025)
- 1953 - Marc Johnson, contrabbassista e compositore statunitense
- 1953 - Hugh Wolff, direttore d'orchestra statunitense
- 1953 - Peter Mandelson, politico e ambasciatore britannico
- 1953 - Paul McNulty, artigiano statunitense
- 1953 - Pedro Ignacio Wolcan Olano, vescovo cattolico uruguaiano
- 1954 - Gianfranco Andreoletti, imprenditore e dirigente sportivo italiano
- 1954 - Antonio Bevacqua, politico italiano
- 1954 - Danila Bonito, giornalista e conduttrice televisiva italiana
- 1954 - Pietro Bugli, medico e politico sammarinese
- 1954 - Pietro Lo Monaco, dirigente sportivo, allenatore di calcio e ex calciatore italiano
- 1954 - Marcel Răducanu, ex calciatore rumeno
- 1954 - Giorgio Surian, basso-baritono croato
- 1954 - Michael Swango, serial killer statunitense
- 1955 - Gianmaria Ajani, giurista italiano
- 1955 - Geof Darrow, fumettista statunitense
- 1955 - Johnny Davis, ex cestista e allenatore di pallacanestro statunitense
- 1955 - Paul Greco, attore statunitense († 2008)
- 1955 - Yasukazu Hamada, politico giapponese
- 1955 - Catherine Hardwicke, scenografa, regista e sceneggiatrice statunitense
- 1955 - Alberto Iglesias, compositore spagnolo
- 1955 - Darius Khondji, direttore della fotografia iraniano
- 1955 - Vincenzo Minguzzi, dirigente sportivo e ex calciatore italiano
- 1955 - Terry Rocavert, ex tennista australiano
- 1955 - Ernest Spiteri-Gonzi, ex calciatore maltese
- 1955 - Frank Vandenbroucke, politico e docente belga
- 1956 - Estanislao Argote, ex calciatore spagnolo
- 1956 - Jeff Cook, ex cestista statunitense
- 1956 - Carrie Fisher, attrice, cabarettista e sceneggiatrice statunitense († 2016)
- 1956 - Andro Knego, ex cestista jugoslavo
- 1956 - Paul Levitz, fumettista e sceneggiatore statunitense
- 1956 - Luciano Marangon, ex calciatore italiano
- 1956 - Francisco Javier Múnera Correa, arcivescovo cattolico colombiano
- 1956 - Manuela Pineschi, critica cinematografica italiana
- 1956 - Mike Tully, ex astista statunitense
- 1957 - Julian Cope, cantante, chitarrista e scrittore gallese
- 1957 - Steve Galliers, ex calciatore inglese
- 1957 - Mária Jasenčáková, ex slittinista slovacca
- 1957 - Wolfgang Ketterle, fisico tedesco
- 1957 - Steve Lukather, cantante, chitarrista e produttore discografico statunitense
- 1957 - Ilijas Mašnić, ex cestista bosniaco
- 1957 - Barbara Scoppa, attrice italiana
- 1957 - László Szalma, ex lunghista ungherese
- 1958 - Dieter Amann, ex sciatore alpino austriaco
- 1958 - Julie Bell, illustratrice, fotografa e pittrice statunitense
- 1958 - Marco Domenichini, allenatore di calcio e ex calciatore italiano
- 1958 - Patricia Espinosa, diplomatica messicana
- 1958 - Manu Ferrera, allenatore di calcio e ex calciatore belga
- 1958 - Andrej Gejm, fisico sovietico
- 1958 - Hassan Hanini, ex calciatore marocchino
- 1958 - Julio Medem, regista, sceneggiatore e montatore spagnolo
- 1958 - Michael Kelly Smith, chitarrista statunitense
- 1959 - Tamara De Treaux, attrice statunitense († 1990)
- 1959 - Tony Ganios, attore statunitense († 2024)
- 1959 - Augusta Gori, attrice italiana († 2025)
- 1959 - Evaristo Pérez Carrión, ex cestista dominicano
- 1959 - Mauro Raccasi, scrittore, giornalista e sceneggiatore italiano
- 1959 - Kevin Sheedy, allenatore di calcio e ex calciatore gallese
- 1959 - Ken Watanabe, attore e doppiatore giapponese
- 1959 - Sérgio da Rocha, cardinale e arcivescovo cattolico brasiliano
- 1959 - André Luís dos Santos Ferreira, ex calciatore brasiliano
- 1960 - Mario Brunello, violoncellista italiano
- 1960 - Ivana Kejvalová, ex cestista cecoslovacca
- 1960 - József Nagy, ex calciatore ungherese
- 1960 - Elda Olivieri, doppiatrice e direttrice del doppiaggio italiana
- 1960 - Paul Rugg, sceneggiatore e doppiatore statunitense
- 1960 - Akira Senju, compositore giapponese
- 1960 - Melora Walters, attrice, regista e scrittrice statunitense
- 1960 - Lionel Washington, ex giocatore di football americano e allenatore di football americano statunitense
- 1961 - Alireza Akbari, politico iraniano († 2023)
- 1961 - Pablo Arraya, ex tennista argentino
- 1961 - Marina Krogull, attrice e doppiatrice tedesca
- 1961 - Angelo Miglietta, economista italiano
- 1961 - Lică Movilă, ex calciatore rumeno
- 1961 - Peter Olsson, bassista svedese
- 1961 - Doug Partie, ex pallavolista e ex giocatore di beach volley statunitense
- 1961 - Angelo Russo, attore italiano
- 1961 - Serhij Sapronov, ex calciatore e allenatore di calcio ucraino
- 1961 - Mitsuru Satō, ex lottatore giapponese
- 1961 - María Antonia Socías, ex cestista argentina
- 1961 - Alex Tui, kickboxer australiano
- 1962 - David Campese, ex rugbista a 15 australiano
- 1962 - Sandro Cuomo, ex schermidore italiano
- 1962 - Carla Gozzi, conduttrice televisiva, stilista e blogger italiana
- 1962 - Manolo Hussein, allenatore di pallacanestro e dirigente sportivo spagnolo
- 1962 - Miki Itō, doppiatrice giapponese
- 1962 - Michele Mazzucato, astronomo italiano
- 1962 - Anna Maria Mega, ex calciatrice e allenatrice di calcio italiana
- 1962 - Petra Scharbach, attrice, modella e artista tedesca
- 1962 - Pat Tiberi, politico statunitense
- 1962 - Lee Weeks, fumettista statunitense
- 1963 - Eraldo Bernocchi, musicista, compositore e produttore discografico italiano
- 1963 - Jaclyn Jose, attrice filippina († 2024)
- 1963 - Gary McGinnis, ex calciatore scozzese
- 1963 - Gabriele Zamagna, dirigente sportivo, allenatore di calcio e ex calciatore italiano
- 1963 - Željko Zečević, allenatore di pallacanestro serbo
- 1964 - César Brito, ex calciatore portoghese
- 1964 - Jon Carin, musicista, cantante e compositore statunitense
- 1964 - Zaur Chapov, ex calciatore e allenatore di calcio russo
- 1964 - Mouncif El Haddaoui, calciatore marocchino († 2024)
- 1964 - Brigitte Gabriel, giornalista, scrittrice e attivista libanese
- 1964 - Carlton McKinney, ex cestista statunitense
- 1964 - Mauro Pregnolato, ex siepista italiano
- 1964 - Levent Yüksel, cantante, chitarrista e compositore turco
- 1965 - Michael Bolingbroke, dirigente d'azienda e dirigente sportivo britannico
- 1965 - Roger-Yves Bost, cavaliere francese
- 1965 - Mr. Wiggles, ballerino e writer statunitense
- 1965 - Saverio D'Ercole, produttore televisivo e produttore cinematografico italiano
- 1965 - Chris Duplanty, ex pallanuotista statunitense
- 1965 - Laura Foralosso, ex nuotatrice italiana
- 1965 - Marco Galli, attore italiano
- 1965 - Jon Andoni Goikoetxea, allenatore di calcio e ex calciatore spagnolo
- 1965 - Horace Hogan, ex wrestler statunitense
- 1965 - Vincenzo Scarantino, criminale italiano
- 1966 - Serdar Apaydın, ex cestista turco
- 1966 - Giacomo Ceredi, allenatore di calcio e ex calciatore italiano
- 1966 - Peter van Dongen, fumettista e illustratore olandese
- 1966 - Lars-Börje Eriksson, ex sciatore alpino svedese
- 1966 - Fulvio Florean, copilota di rally italiano
- 1966 - Douglas Hurley, ex astronauta statunitense
- 1966 - Kam Lee, cantante statunitense
- 1966 - Gianni Minervini, ex nuotatore italiano
- 1966 - Mūḩsin Muḩammadiev, allenatore di calcio e ex calciatore tagiko
- 1966 - Fabio Novembre, architetto e designer italiano
- 1966 - Fabiana, conduttrice radiofonica e pubblicista italiana
- 1966 - Sven Salumaa, ex tennista statunitense
- 1966 - Arne Sandstø, allenatore di calcio e ex calciatore norvegese
- 1966 - Everette Stephens, ex cestista statunitense
- 1966 - Jonas Svensson, ex tennista svedese
- 1967 - Paulo Bassul, allenatore di pallacanestro e dirigente sportivo brasiliano
- 1967 - Éric Chahi, autore di videogiochi francese
- 1967 - John Connolly, musicista statunitense
- 1967 - Paul Ince, allenatore di calcio e ex calciatore inglese
- 1967 - Waldemar Kikolski, atleta paralimpico polacco († 2001)
- 1967 - Dejan Raičković, allenatore di calcio e ex calciatore montenegrino
- 1967 - Alcindo Sartori, ex calciatore brasiliano
- 1967 - Klaus Schmidt, allenatore di calcio austriaco
- 1967 - Stefano Venturelli, ex judoka italiano
- 1967 - Johan Verstrepen, ex ciclista su strada belga
- 1968 - Cody Chesnutt, cantante statunitense
- 1968 - Fabio Guardigli, ex sciatore alpino sammarinese
- 1968 - Lee Kang-sheng, attore, regista e sceneggiatore taiwanese
- 1968 - Chinedu Obi, ex calciatore e ex giocatore di calcio a 5 nigeriano
- 1968 - Giovanni Ricciardi, violoncellista italiano
- 1968 - Sebastian Rudolph, attore tedesco
- 1968 - Fiorenza Tessari, attrice italiana
- 1969 - Dariusz Adamczuk, ex calciatore polacco
- 1969 - Ugo Barbàra, scrittore e giornalista italiano
- 1969 - Shane Barr, ex tennista australiano
- 1969 - Roberto Breda, allenatore di calcio e ex calciatore italiano
- 1969 - Lucio Cecchinello, dirigente sportivo e ex pilota motociclistico italiano
- 1969 - Marilena Fabbri, politica italiana
- 1969 - Daniel Goethals, ex cestista e allenatore di pallacanestro belga
- 1969 - Jakob Kjeldbjerg, conduttore televisivo e ex calciatore danese
- 1969 - Mo Lewis, ex giocatore di football americano statunitense
- 1969 - Apostolos Mantzios, allenatore di calcio e ex calciatore greco
- 1969 - Thomas Marschler, presbitero e teologo tedesco
- 1969 - David Phelps, cantautore statunitense
- 1969 - Karine Quentrec, ex tennista francese
- 1969 - Guido Streichsbier, allenatore di calcio, dirigente sportivo e ex calciatore tedesco
- 1969 - Imma Vietri, politica italiana
- 1969 - Salman bin Hamad Al Khalifa, politico bahreinita
- 1970 - Gianmarco Ariano, militare italiano
- 1970 - Jacek Fafiński, lottatore polacco
- 1970 - Nate Higgs, ex cestista statunitense
- 1970 - Louis Koo, attore cinese
- 1970 - Conor O'Shea, ex rugbista a 15, allenatore di rugby a 15 e dirigente sportivo irlandese
- 1970 - Patrick Stewart, militare statunitense († 2005)
- 1970 - Dante Washington, ex calciatore statunitense
- 1970 - Autumn de Wilde, fotografa e regista statunitense
- 1970 - Darko Šarić, criminale e mafioso montenegrino
- 1971 - Damon Bailey, ex cestista e allenatore di pallacanestro statunitense
- 1971 - Mathematics, produttore discografico statunitense
- 1971 - Norman Bergamelli, ex sciatore alpino italiano
- 1971 - Ted Budd, politico statunitense
- 1971 - Aleksej Guščin, ex calciatore russo
- 1971 - Nick Oliveri, musicista e cantante statunitense
- 1971 - Oliver Paasch, politico belga
- 1971 - René Ponk, allenatore di calcio e ex calciatore olandese
- 1971 - Thomas Ulsrud, giocatore di curling norvegese († 2022)
- 1971 - Sabrina Vannini, arciera italiana
- 1971 - Turki bin Abd Allah Al Sa'ud, militare e politico saudita
- 1971 - Ulla Ģērmane, ex sciatrice alpina lettone
- 1972 - Jamie Campbell, ex calciatore inglese
- 1972 - Fabrice Du Welz, regista e sceneggiatore belga
- 1972 - Luca Giaroni, ex hockeista su pista e allenatore di hockey su pista italiano
- 1972 - Ilaria Latini, doppiatrice e direttrice del doppiaggio italiana
- 1972 - Masakazu Morita, attore e doppiatore giapponese
- 1973 - Valerija L'vovna Auėrbach, compositrice e pianista russa
- 1973 - Alvin Bragg, politico e avvocato statunitense
- 1973 - Joseph Riri, ex maratoneta keniota
- 1973 - Sasha Roiz, attore canadese
- 1974 - Nakia Burrise, attrice e doppiatrice statunitense
- 1974 - Franz Sagmeister, bobbista tedesco
- 1974 - Guillermo Salas, ex calciatore peruviano
- 1974 - David Smétanine, nuotatore francese
- 1974 - Helen Svedin, modella svedese
- 1974 - Mickey Trotman, calciatore trinidadiano († 2001)
- 1975 - Mohamed Bahari, ex pugile algerino
- 1975 - Madchild, rapper canadese
- 1975 - Henrique Hilário, allenatore di calcio e ex calciatore portoghese
- 1975 - Ahmed Ismail, ex pugile egiziano
- 1975 - Michele Leghissa, giocatore di beach soccer italiano
- 1975 - Nicolás Mazzarino, allenatore di pallacanestro e ex cestista uruguaiano
- 1975 - Espen Musæus, ex calciatore norvegese
- 1975 - Samuele Sbrighi, attore e regista italiano
- 1975 - Andrij Srjubko, ex hockeista su ghiaccio ucraino
- 1976 - Timea Béres, ex cestista ungherese
- 1976 - Henrik Gustavsson, ex calciatore svedese
- 1976 - Sonja Kireta, ex cestista croata
- 1976 - Vincenzo Maurogiovanni, bassista italiano
- 1976 - Jeremy Miller, attore statunitense
- 1976 - Lavinia Miloșovici, ex ginnasta rumena
- 1976 - Frantz Pierre-Louis, ex cestista statunitense
- 1976 - Josh Ritter, cantautore statunitense
- 1976 - Andrew Scott, attore irlandese
- 1976 - Torbjørn Sindballe, triatleta danese
- 1976 - Oliver Spasovski, politico macedone
- 1976 - Stian Theting, calciatore norvegese
- 1976 - Mélanie Turgeon, ex sciatrice alpina canadese
- 1977 - Nick Begich III, politico statunitense
- 1977 - Julieta Cardinali, attrice argentina
- 1977 - Chae Jung-an, attrice e cantante sudcoreana
- 1977 - Aleandro Di Paolo, arbitro di calcio italiano
- 1977 - Kenji Fukuda, ex calciatore giapponese
- 1977 - Christian Ilzer, allenatore di calcio austriaco
- 1977 - Emeka Mamale, calciatore della Repubblica Democratica del Congo († 2020)
- 1977 - David Clayton Rogers, attore statunitense
- 1977 - Bryant Smith, ex cestista statunitense
- 1977 - Mark Wilkinson, rugbista a 15, imprenditore e preparatore atletico britannico
- 1977 - Guia Zapponi, attrice italiana
- 1978 - Giosuè Bonomi, ex ciclista su strada italiano
- 1978 - Joanna Dworakowska, scacchista polacca († 2024)
- 1978 - Will Estes, attore statunitense
- 1978 - Joey Harrington, ex giocatore di football americano statunitense
- 1978 - Henrik Klingenberg, tastierista finlandese
- 1978 - Lee Sun-hee, ex taekwondoka sudcoreana
- 1978 - Michael McMillian, attore statunitense
- 1979 - Mário Bicák, ex calciatore slovacco
- 1979 - Paola Cuccarolo, tiratrice a volo italiana
- 1979 - Marcos Antonio García Nascimiento, ex calciatore brasiliano
- 1979 - Karl Harris, pilota motociclistico britannico († 2014)
- 1979 - Eva Llorach, attrice spagnola
- 1979 - Semjon Milošević, ex calciatore bosniaco
- 1979 - Carl Myerscough, ex pesista e discobolo britannico
- 1979 - Liviu Pascu, ex rugbista a 15 e allenatore di rugby a 15 rumeno
- 1979 - Donald Thobega, calciatore botswano († 2009)
- 1979 - Vacca, rapper italiano
- 1979 - Aaron Wilbraham, ex calciatore inglese
- 1980 - Coretta Brown, ex cestista e allenatrice di pallacanestro statunitense
- 1980 - Gerzon Chacón, ex calciatore venezuelano
- 1980 - Luigi Maria Epicoco, presbitero, teologo e filosofo italiano
- 1980 - Cornell Glen, ex calciatore trinidadiano
- 1980 - Kim Kardashian, personaggio televisivo, socialite e imprenditrice statunitense
- 1980 - Santiago Ladino, ex calciatore argentino
- 1980 - Lino Musella, attore, regista e drammaturgo italiano
- 1981 - Carmella Bing, ex attrice pornografica statunitense
- 1981 - Martín Castrogiovanni, ex rugbista a 15 e conduttore televisivo italiano
- 1981 - Kate Gallego, politica statunitense
- 1981 - Kristina Hultdin, allenatrice di sci alpino e ex sciatrice alpina svedese
- 1981 - Katarína Kováčová, pallavolista italiana
- 1981 - Kikas, ex calciatore angolano
- 1981 - Adam Parada, ex cestista messicano
- 1981 - Mel Parsons, cantautrice neozelandese
- 1981 - Roman Rusinov, pilota automobilistico russo
- 1981 - Davit Siradze, ex calciatore georgiano
- 1981 - Antonio Smith, giocatore di football americano statunitense
- 1981 - Nemanja Vidić, ex calciatore serbo
- 1981 - André Weßels, schermidore tedesco
- 1982 - Julija Abramčuk, arrampicatrice russa
- 1982 - Agnieszka Bibrzycka, ex cestista polacca
- 1982 - Matt Dallas, attore statunitense
- 1982 - Samir Fazlagić, ex calciatore norvegese
- 1982 - Marija Gajdar, politica russa
- 1982 - Rafael Paulo Glaeser, giocatore di calcio a 5 brasiliano
- 1982 - Féthi Harek, ex calciatore algerino
- 1982 - Kaori Inoue, ex pallavolista giapponese
- 1982 - Antony Kay, ex calciatore inglese
- 1982 - Lee Chong Wei, giocatore di badminton malese
- 1982 - Liberato Pellecchia, maratoneta italiano
- 1982 - Harumi Sakurai, doppiatrice giapponese
- 1982 - Ryan Semple, ex sciatore alpino canadese
- 1982 - Vít Vrtělka, calciatore ceco
- 1982 - James White, ex cestista statunitense
- 1982 - Marcos Roberto da Silva Barbosa, ex calciatore brasiliano
- 1982 - Qairat Äşırbekov, ex calciatore kazako
- 1983 - Paul Adado, ex calciatore togolese
- 1983 - Hrvoje Ćustić, calciatore croato († 2008)
- 1983 - Oyanaisy Gelis, cestista cubana
- 1983 - Zack Greinke, giocatore di baseball statunitense
- 1983 - Brent Hayden, ex nuotatore canadese
- 1983 - Solomon Henry, calciatore montserratiano
- 1983 - Amara Ouattara, ex calciatore burkinabé
- 1983 - András Rédli, schermidore ungherese
- 1983 - Amber Rose, modella, attrice e stilista statunitense
- 1983 - Swadic Sanudi, ex calciatore malawiano
- 1983 - Courtney Sims, ex cestista statunitense
- 1983 - Charlotte Sullivan, attrice canadese
- 1983 - Marina Tat, ex modella cambogiana
- 1983 - Ninet Tayeb, cantante israeliana
- 1983 - Kasha Terry, ex cestista statunitense
- 1983 - Aaron Tveit, attore e cantante statunitense
- 1983 - Shelden Williams, ex cestista e allenatore di pallacanestro statunitense
- 1984 - Artsvik, cantante armena
- 1984 - Anna Bogdanova, ex multiplista russa
- 1984 - Jeffrey Bowyer-Chapman, attore e modello canadese
- 1984 - Kenny Cooper, ex calciatore statunitense
- 1984 - Keira D'Amato, mezzofondista e maratoneta statunitense
- 1984 - Jessica Michibata, modella e personaggio televisivo giapponese
- 1984 - Anouk Leblanc-Boucher, pattinatrice di short track canadese
- 1984 - Marvin Mitchell, giocatore di football americano statunitense
- 1984 - Hoang Ngan Nguyen, karateka vietnamita
- 1984 - Kieran Richardson, ex calciatore inglese
- 1984 - Oleksandr Romančuk, ex calciatore ucraino
- 1985 - Marko Car, ex cestista croato
- 1985 - Mohamed Fofana, ex calciatore guineano
- 1985 - Andrés Franzoia, ex calciatore argentino
- 1985 - René Gartler, ex calciatore austriaco
- 1985 - Dani Hernández, ex calciatore venezuelano
- 1985 - Aisha Mohammed, ex cestista nigeriana
- 1985 - Laurynas Rimavičius, ex calciatore lituano
- 1985 - Ihar Stasevič, calciatore bielorusso
- 1985 - Dwight Tiendalli, ex calciatore olandese
- 1985 - Vincent van der Want, canottiere olandese
- 1985 - Hubert Wołąkiewicz, calciatore polacco
- 1986 - Almen Abdi, ex calciatore svizzero
- 1986 - Mimosa Campironi, attrice, cantautrice e compositrice italiana
- 1986 - Erica Caracciolo, ex cestista italiana
- 1986 - Christian Caruana, ex calciatore maltese
- 1986 - Brad Cole, hockeista su ghiaccio canadese
- 1986 - Solomon Elimimian, giocatore di football americano nigeriano
- 1986 - Benjamin Pipes, pallavolista inglese
- 1986 - Edemir Rodríguez, calciatore boliviano
- 1986 - Andreya Triana, cantautrice britannica
- 1986 - Christopher Uckermann, cantante e attore messicano
- 1986 - Milan Vilotić, ex calciatore serbo
- 1987 - Judelin Aveska, calciatore haitiano
- 1987 - Georgi Bratoev, pallavolista bulgaro
- 1987 - Valentin Bratoev, pallavolista bulgaro
- 1987 - Airam Cabrera, calciatore spagnolo
- 1987 - Piera Cannatella, pallanuotista italiana
- 1987 - Vitalij Fedoriv, calciatore ucraino
- 1987 - Niello, rapper svedese
- 1987 - Andrej Grečin, nuotatore russo
- 1987 - Dean Lewis, cantautore australiano
- 1987 - Alessandro Piazza, cestista italiano
- 1987 - Stephanie Pohl, ex pistard, ciclista su strada e ciclocrossista tedesca
- 1987 - Heorhij Zantaraja, judoka ucraino
- 1988 - Mads Dahm, calciatore norvegese
- 1988 - Mike Davis, ex cestista statunitense
- 1988 - Diego Steven Gómez, ex calciatore colombiano
- 1988 - Hélder Silva Santos, calciatore brasiliano
- 1988 - Hope Hicks, politica e funzionaria statunitense
- 1988 - Ousman Jallow, ex calciatore gambiano
- 1988 - Ramón Lentini, calciatore argentino
- 1988 - Blanca Suárez, attrice spagnola
- 1988 - Jonathan Parr, ex calciatore norvegese
- 1988 - Glen Powell, attore statunitense
- 1988 - Mark Rendall, attore canadese
- 1988 - Daniel Schorn, ex ciclista su strada austriaco
- 1988 - Arcëm Vas'koŭ, calciatore bielorusso
- 1988 - Gonzalo Verdú, calciatore spagnolo
- 1988 - Maurício José da Silveira Júnior, calciatore brasiliano
- 1989 - Amna Al Haddad, sollevatrice e giornalista emiratina
- 1989 - Bruno Henrique, calciatore brasiliano
- 1989 - Kelly Druyts, ciclista su strada e pistard belga
- 1989 - Festus Ezeli, ex cestista nigeriano
- 1989 - Joshua Furno, rugbista a 15 italiano
- 1989 - Budimir Janošević, calciatore serbo
- 1989 - May'n, cantautrice giapponese
- 1989 - Aṙak‘el Mirzoyan, ex sollevatore armeno
- 1989 - Luke Murphy, calciatore inglese
- 1989 - Jonathan Viera, calciatore spagnolo
- 1989 - Sam Vokes, calciatore gallese
- 1989 - Ricky Wagner, giocatore di football americano statunitense
- 1989 - Warren Weir, velocista giamaicano
- 1989 - Sidonie von Krosigk, attrice tedesca
- 1990 - Jordan Callahan, cestista statunitense
- 1990 - Nirmal Chettri, ex calciatore indiano
- 1990 - Stefano Crotta, cestista italiano
- 1990 - Danyyil Dvirnyy, scacchista italiano
- 1990 - Alice Ferrazza, calciatrice italiana
- 1990 - Altin Hoxha, calciatore albanese
- 1990 - Bengali-Fodé Koita, calciatore guineano
- 1990 - Mathieu Peybernes, calciatore francese
- 1990 - Ricky Rubio, cestista spagnolo
- 1990 - Maxime Vachier-Lagrave, scacchista francese
- 1990 - Aleksandar Šofranac, calciatore montenegrino
- 1991 - Art'our Aleksanyan, lottatore armeno
- 1991 - Álex Batllori, attore spagnolo
- 1991 - Aleksandr Burmistrov, hockeista su ghiaccio russo
- 1991 - Fernando Evangelista, calciatore argentino
- 1991 - Geoffry Hairemans, calciatore belga
- 1991 - Kim Un-hyang, tuffatrice nordcoreana
- 1991 - Aïssa Mandi, calciatore algerino
- 1991 - Viliame Mata, rugbista a 15 figiano
- 1991 - Leonor Rodríguez, cestista spagnola
- 1991 - Boris Sekulić, calciatore serbo
- 1991 - Jaelen Strong, giocatore di football americano statunitense
- 1991 - Sébastien Vahaamahina, rugbista a 15 francese
- 1991 - Clive Walford, ex giocatore di football americano statunitense
- 1992 - Abdoulaye Diallo, calciatore senegalese
- 1992 - Mason Grimes, ex calciatore statunitense
- 1992 - Dominique Fred, calciatore vanuatuano
- 1992 - Olmes García, calciatore colombiano
- 1992 - Lukas Jonsson, calciatore svedese
- 1992 - Can Korkmaz, cestista turco
- 1992 - Damion Lee, cestista statunitense
- 1992 - Claudia Mandia, arciera italiana
- 1992 - Alex Andrew Murray, calciatore guyanese
- 1992 - Hari Nef, attrice, modella e scrittrice statunitense
- 1992 - Ángelo Pizzorno, calciatore uruguaiano
- 1992 - Greg Robinson, giocatore di football americano statunitense
- 1992 - Bernard Tomić, tennista australiano
- 1992 - Artëm Vichrov, cestista russo
- 1993 - Fatai Alashe, ex calciatore statunitense
- 1993 - Charles Alloncle, politico francese
- 1993 - An Dae-song, calciatore nordcoreano
- 1993 - Kane Brown, cantante statunitense
- 1993 - Fabien Doubey, ciclista su strada e ciclocrossista francese
- 1993 - Melis Durul, pallavolista turca
- 1993 - Mihaela Kosi, ex sciatrice alpina slovena
- 1993 - Johnny Marajo, calciatore francese
- 1993 - Rie Matsubara, ginnasta giapponese
- 1993 - Adisorn Promrak, calciatore thailandese
- 1993 - Käärijä, rapper finlandese
- 1993 - Valerio Scarponi, giornalista e conduttore radiofonico italiano
- 1993 - Louriza Tronco, attrice e cantante canadese
- 1993 - Adam de Vos, ex ciclista su strada canadese
- 1994 - Aias Aosman, calciatore siriano
- 1994 - Freda Ayisi, calciatrice inglese
- 1994 - Alin Dobrosavlevici, calciatore rumeno
- 1994 - Jan Grzesik, calciatore polacco
- 1994 - Jefferson Mateus de Assis Estácio, calciatore brasiliano
- 1994 - Florian Kath, calciatore tedesco
- 1994 - João Sabino Mendes, calciatore portoghese
- 1994 - Hernán Petryk, calciatore uruguaiano
- 1994 - Alessia Polieri, nuotatrice italiana
- 1994 - Pablo Soda, calciatore argentino
- 1994 - Fahad Talib, calciatore iracheno
- 1994 - Robert Taylor, calciatore finlandese
- 1994 - Miriam Uro-Nilje, cestista ucraina
- 1994 - Natal'ja Voronina, pattinatrice di velocità su ghiaccio russa
- 1994 - Stanley Whittaker, cestista statunitense
- 1995 - Cameron Burgess, calciatore scozzese
- 1995 - Álex Craninx, calciatore belga
- 1995 - Doja Cat, cantante, rapper e produttrice discografica statunitense
- 1995 - Dariusz Formella, calciatore polacco
- 1995 - Nana Foulland, ex cestista statunitense
- 1995 - Marquel Lee, giocatore di football americano statunitense
- 1995 - Brandon Parker, giocatore di football americano statunitense
- 1995 - Daniel Podence, calciatore portoghese
- 1995 - Alejandro Portal, calciatore cubano
- 1995 - Connor Randall, calciatore inglese
- 1995 - Yulimar Rojas, lunghista e triplista venezuelana
- 1995 - Ramzi Safouri, calciatore israeliano
- 1995 - David Sharpe, giocatore di football americano statunitense
- 1995 - Yeleishka Vázquez, pallavolista portoricana
- 1995 - Jerry Heil, cantante ucraina
- 1996 - Kyle Alexander, cestista canadese
- 1996 - David Atanaskoski, calciatore macedone
- 1996 - Regis Baha, calciatore camerunese
- 1996 - Alicia Blagg, tuffatrice britannica
- 1996 - Geno Crandall, cestista statunitense
- 1996 - Éanna Hardwicke, attore e regista irlandese
- 1996 - Bingourou Kamara, calciatore francese
- 1996 - Abdelkarim Mammar Chaouche, calciatore svedese
- 1996 - Kevin McClain, cestista statunitense
- 1996 - Jonathan Toro, calciatore honduregno
- 1996 - Kenzo Tagawa, judoka giapponese
- 1997 - Jordyn Brooks, giocatore di football americano statunitense
- 1997 - Mike Caliendo, giocatore di football americano statunitense
- 1997 - Ahmed Mostafa, calciatore egiziano
- 1997 - Bodian Massa, cestista francese
- 1997 - Hamza Mendyl, calciatore marocchino
- 1997 - Kairo Mitchell, calciatore grenadino
- 1997 - Alioune Ndour, calciatore senegalese
- 1997 - Moritz Nicolas, calciatore tedesco
- 1997 - Egide Ntakarutimana, mezzofondista burundese
- 1997 - Anderson Peters, giavellottista grenadino
- 1997 - Vicente Pérez, pilota motociclistico spagnolo
- 1997 - Nikola Tanasković, cestista serbo
- 1998 - Kerem Aktürkoğlu, calciatore turco
- 1998 - Jacopo De Marchi, mezzofondista italiano
- 1998 - Rianna Dean, calciatrice inglese
- 1998 - Viktor Efremovski, cestista macedone
- 1998 - Hjalmar Ekdal, calciatore svedese
- 1998 - D.J. Johnson, giocatore di football americano statunitense
- 1998 - Davis Mills, giocatore di football americano statunitense
- 1998 - Madi Queta, calciatore guineense
- 1998 - Kateryna Tkačova, nuotatrice artistica ucraina
- 1998 - Keigo Tsunemoto, calciatore giapponese
- 1998 - Luke Woolfenden, calciatore inglese
- 1998 - Gage Worsley, pallavolista statunitense
- 1999 - Despoina Chatzīnikolaou, calciatrice greca
- 1999 - Jari De Busser, calciatore belga
- 1999 - Matteo Gabbia, calciatore italiano
- 1999 - Ekanit Panya, calciatore thailandese
- 1999 - Kenneth Rooks, ostacolista e mezzofondista statunitense
- 1999 - Emiliano Villar, calciatore uruguaiano
- 1999 - Sarah Voss, ginnasta tedesca
- 2000 - Zinedine Boutmène, calciatore algerino
- 2000 - Magou Doucouré, calciatrice francese
- 2000 - José Elo, calciatore spagnolo
- 2000 - Mads Hedenstad Christiansen, calciatore norvegese
- 2000 - Imanbek, disc jockey e produttore discografico kazako
- 2000 - Mima Itō, tennistavolista giapponese
- 2000 - Leonie Küng, tennista svizzera
- 2000 - Gonçalo Cardoso, calciatore portoghese
- 2000 - Gustavo Viera, calciatore uruguaiano
- 2000 - Blerton Šeji, calciatore macedone

## XXI secolo(18)
- 2001 - Matteo Bianchi, pistard italiano
- 2001 - Luigi Casadei, atleta paralimpico italiano
- 2001 - Cha Jun-hwan, pattinatore sudcoreano
- 2001 - Pyry Hannola, calciatore finlandese
- 2001 - Aleksandr Dmitrievič Malofeev, pianista russo
- 2001 - Jessica Park, calciatrice inglese
- 2001 - Georg Steinhauser, ciclista su strada tedesco
- 2002 - Chérif Camara, calciatore guineano
- 2002 - Daniil Denisov, calciatore russo
- 2002 - Takeru Kitazono, ginnasta giapponese
- 2002 - Nahum Melvin-Lambert, calciatore santaluciano
- 2003 - Medon Berisha, calciatore albanese
- 2003 - Matic Garbajs, combinatista nordico sloveno
- 2003 - Gaia Girace, attrice e modella italiana
- 2004 - Marcel Krajewski, calciatore polacco
- 2004 - Giulia Valleriani, sciatrice alpina italiana
- 2005 - Leah Hayes, nuotatrice statunitense
- 2005 - Madeleine Sylvester-Davik, sciatrice alpina norvegese

## Senza anno specificato(2)
- Lino Blandizzi, cantautore italiano
- Severino di Bordeaux, vescovo francese († 420)